# Узагальнене рівняння Кортевега — де Фріза
Узагальнене рівняння Кортевега – де Фріза нелінійне диференціальне рівняння в частинних похідних вигляду: 
{\displaystyle \partial _{t}u+\partial _{x}^{3}u+\partial _{x}f(u)=0.\,}
У випадку f(u) = 3u2 отримуємо класичне рівняння Кортевега – де Фріза. 